# Protubera nothofagi
Protubera nothofagi är en svampart som beskrevs av Castellano & Beever 1994. Protubera nothofagi ingår i släktet Protubera och familjen Phallogastraceae.   Inga underarter finns listade i Catalogue of Life.